# 王浩钧
王浩钧（1984年5月18日—），出生于江苏苏州，中国大陆男演员。2007年毕业于上海戏剧学院表演系本科。

## 早年经历
王浩钧的母亲是一名医生，父亲是电子工程师和军人。
高中毕业，王浩钧考上苏州大学的设计专业，但并没有去报名。于2003年重新考取了上海戏剧学院表演系音乐剧班。

## 从影经历
- 2006年读大三的王浩钧担任男主角出演电视剧《最亲的敌人》，在电视剧中担任男主角吴羡，从而正式成为一名演员。[2]
- 2008年出演了胡可、黄觉等主演的电视剧《风月恶之花》[3]，在剧中饰演“叶绍”；同年还参演了电视剧《向周星驰致敬先》和《乱世新娘》两部电视剧[4]。
- 2011年出演柳云龙导演的民国剧《传奇之王》[5] 首次尝试民国剧的王浩钧演绎了一个从阳光大男生迅速成长成为一个成熟的男人雷阳。
- 2012年参与胡玫导演，李依晓、邵汶等主演的央视历史剧《大江东去》[6] 。在剧中饰演乡下富公子哥“王德勤”；同年还参演了《猎魔》和《零度较量》。
- 2014年因参演刘涛，于和伟主演的都市情感剧《下一站婚姻》而获得关注[7]。
- 2015年7月与霍思燕、雷佳音共同主演的都市情感剧《我的媳妇是女王》。他在剧中饰演李开心老公的好兄弟，幽默风趣的“张小强”。[8]
- 2015年与蒋雯丽、许亚军、蒋欣合作主演了都市情感大剧《守婚如玉》，演绎奇葩凤凰男高志鹏，剧中与蒋雯丽及蒋欣两大女神对手戏。[9]；同年年末拍摄完成了青春励志剧《警花与警犬》，出演暖男警犬兽医温泰颐 [10]。
- 2017年，6月参演由刘飚执导的都市情感剧《我的老爸是奇葩》， 饰演“高帅”一角 。该剧于2017年8月15日在北京卫视上星播出。[11]8月参演都市轻喜剧《桔子街的断货男》，饰演喜欢动物的新闻记者李三火[12]。12月参演空军青春校园励志剧《飞行少年》，饰演空军青少年航空学校指导员“刘天宇”[13]。

### 影视作品
| 拍摄年份 | 剧名                                         | 角色   | 导演         | 合作演员                                      | 备注                                                                                |
| -------- | -------------------------------------------- | ------ | ------------ | --------------------------------------------- | ----------------------------------------------------------------------------------- |
| 2006     | 《最亲的敌人》                               | 吴羡   | 杨海波       | 吕丽萍、 杨蓉、 方青卓                        |                                                                                     |
| 2008     | 《乱世新娘》                                 | 张玉山 | 谷诗阳       | 朱铁、 桑叶红、 王骏毅                        | 2009年7月23日於深圳卫视播出                                                         |
| 2008     | 《风月·恶之花》                              | 叶绍   | 范小天       | 胡可、 黄觉                                   | 2007年12月18日於南京台播出                                                          |
| 2008     | 《向周星驰致敬先》（后改名为《女孩冲冲冲》） | 甄飞   | 范小天       | 黄圣依、 杨子、 保剑锋、 井柏然、 杨紫        | 2009年7月15日於哈尔滨电视台播出                                                     |
| 2009     | 《网球王子2》                                | 朴树   | 付东育       | 秦俊杰、 柏栩栩                               | 2008年7月25日於东方卫视播出                                                         |
| 2010     | 《春光灿烂猪九妹》                           | 苏丹红 | 范小天       | 翁虹、 陈乔恩、 乔任梁(已故)、 徐海乔         | 2011年春节期间於全国多家电视台的晚间黄金时段及數大视频网站热播                      |
| 2011     | 《传奇之王》                                 | 雷阳   | 柳云龙       | 柳云龙、 曾江、 午马、 曾黎、 王雅捷、 雷佳音 | 2011年12月23日於浙江电视台教育科技频道地面首播 2012年1月1日於江苏卫视黄金档上星播出 |
| 2012     | 《大江东去》                                 | 王德   | 胡玫         | 李依晓、 邵汶                                 | 2015年5月10日於央视八套黄金强档播出                                                 |
| 2012     | 《零度较量》                                 | 田峰   | 潘越         | 杜志国、 储智博                               | 2014年10月5日於北京影视频道播出                                                     |
| 2012     | 《猎魔》                                     | 老七   | 沈晓海       | 刘小峰、 陈紫涵                               | 2013年12月27日於江苏电视台城市频道播出                                              |
| 2013     | 《麻雀春天》                                 | 阮喜   | 潘越         | 蒋欣、 邢佳栋                                 | 2014年8月19日於深圳电视剧频道播出                                                   |
| 2013     | 《大丈夫》                                   | 李帅   | 姚晓峰       | 王志文、 李小冉                               | 2014年2月16日於浙江卫视、东方卫视、安徽卫视、北京卫视黄金档播出                     |
| 2014     | 《下一站婚姻》                               | 鲁修承 | 刘雪松       | 刘涛、 于和伟                                 | 2014年8月14日於辽宁都市频道播出                                                     |
| 2014     | 《同谋者》                                   | 贾小六 | 麦贯之       | 陈键锋、 杜若溪                               | 2016年5月13日於芜湖徽商频道播出                                                     |
| 2015     | 《守婚如玉》                                 | 高志鹏 | 刘飚         | 蒋雯丽、 许亚军、 蒋欣                        | 2016年1月10日於济南新闻频道播出 2016年4月2日於安徽卫视、天津卫视播出                |
| 2015     | 《我的媳妇是女王》                           | 张小强 | 俞钟         | 雷佳音、 霍思燕                               | 2015年7月14日於辽宁都市频道播出                                                     |
| 2016     | 《警花与警犬》                               | 温泰颐 | 谷锦云       | 于和伟、 侯梦莎                               | 2016年7月7日於浙江卫视播出                                                          |
| 2016     | 《我的老爸是奇葩》                           | 高帅   | 刘飚         | 韩童生、 陶慧敏、 经超、 张佳宁、 张晨光      | 2017年8月15日於北京卫视播出                                                         |
| 2017     | 《桔子街的断货男》                           | 李三火 | 潘越         | 王耀庆、 车晓、 杨玏                          | 未播                                                                                |
| 2017     | 《飛行少年》                                 | 刘天宇 | 刘方、沈沁源 | 严屹宽、 范世锜、 孙铱、 李墨之、 杨东清      | 未播                                                                                |

### 综艺節目
| 播出时间   | 节目名称               | 备注                                         |
| ---------- | ---------------------- | -------------------------------------------- |
| 2014-02-03 | 《时尚健康》           | 聊运动与健康                                 |
| 2016-04-24 | 安徽卫视《超级大首映》 | 《守婚》剧组、《前妻》剧组超级大首映同台飙戏 |
| 2018-07-07 | 湖南卫视《我家那小子》 | 第四期，第七至十一期                         |